# Pays du Haut Jura
La structure porteuse du Pays du Haut Jura est une structure de regroupement de collectivités locales françaises, située dans le département du Jura.

## Composition
Le Pays regroupe regroupe 66 communes, elle-même regroupées dans 5 communautés de communes :
- Communauté de communes du Haut Jura (Arcade)
- Communauté de communes Haut-Jura Saint-Claude
- Communauté de communes du Jura sud
- Communauté de communes la Grandvallière
- Communauté de communes de la Station des Rousses
- Communes non regroupées (Bellefontaine, La Mouille et Villard-sur-Bienne).